# Thomas Graham (generál)
Thomas Graham, 1. baron Lynedoch (Thomas Graham, 1st Baron Lynedoch of Balgowan) (19. října 1748, Skotsko – 18. prosince 1843, Londýn, Anglie) byl britský generál a významný účastník napoleonských válek. Pocházel ze skotské šlechtické rodiny a původně se věnoval správě rodových statků. Do armády vstoupil až v pětačtyřiceti letech po úmrtí manželky. Jako dobrovolník vynikl ve válkách s revoluční Francií, během napoleonských válek se vyznamenal na Pyrenejském poloostrově, kde se několikrát prosadil i jako samostatný velitel v bitvách. V roce 1814 obdržel titul barona a vstoupil do Sněmovny lordů, v roce 1821 dosáhl hodnosti generála. Za zásluhy v napoleonských válkách získal několik vyznamenání v Británii i v zahraničí.

## Mládí

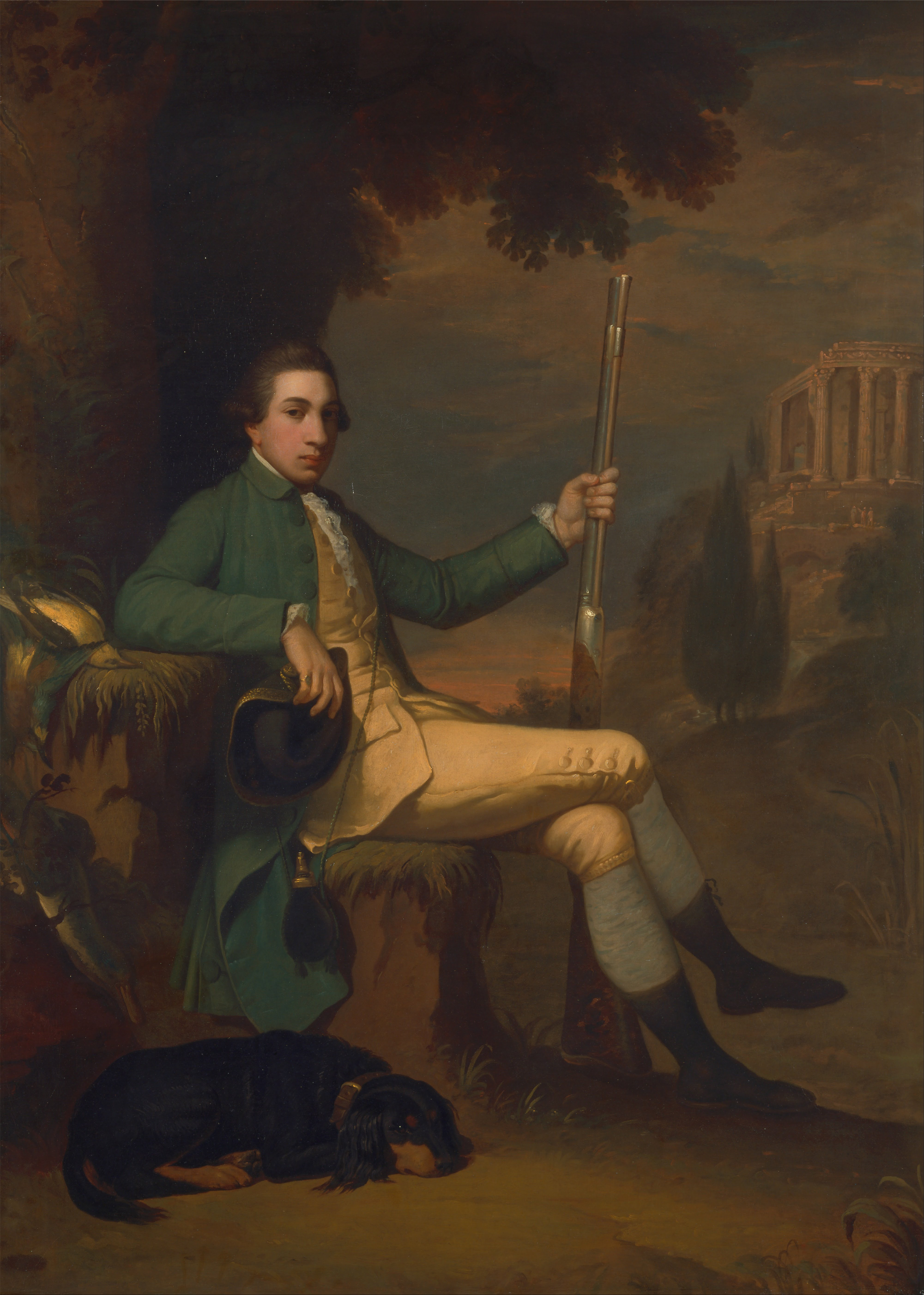
Portrét Thomase Grahama z roku 1769

Pocházel z významné skotské šlechtické rodiny, narodil se jako třetí a nejmladší syn Thomase Grahama a Christian Hope z rodu hrabat z Hopetounu. Studoval v Oxfordu a v letech 1768–1771 absolvoval kavalírskou cestu. Mezitím po otci zdědil v roce 1766 statky ve Skotsku (hrabství Perthshire) a po návratu z cest se zde usadil. V roce 1774 se oženil s Mary Cathcartovou (1757–1792), dcerou diplomata 9. barona Cathcarta a sestrou významného vojevůdce napoleonských válek hraběte Williama Cathcarta. Aktivně se věnoval správě rodových statků, mimo jiné proslul tím, že jako první ve Skotsku začal pěstovat ve velkém měřítku plodiny, které byly dosud užívány jako okrasné rostliny (brambory, tuřín). Podílel se také na chovu nových plemen skotu. V roce 1785 koupil panství Lynedoch, od jehož názvu byl později odvozen peerský titul z roku 1814. Mimo jiné byl také organizátorem honů ve spolupráci se svým švagrem vévodou z Athollu. Příležitostně zajížděl do Edinburghu a Londýna, převážně ale pobýval ve Skotsku na svých statcích.

## Vojenská kariéra

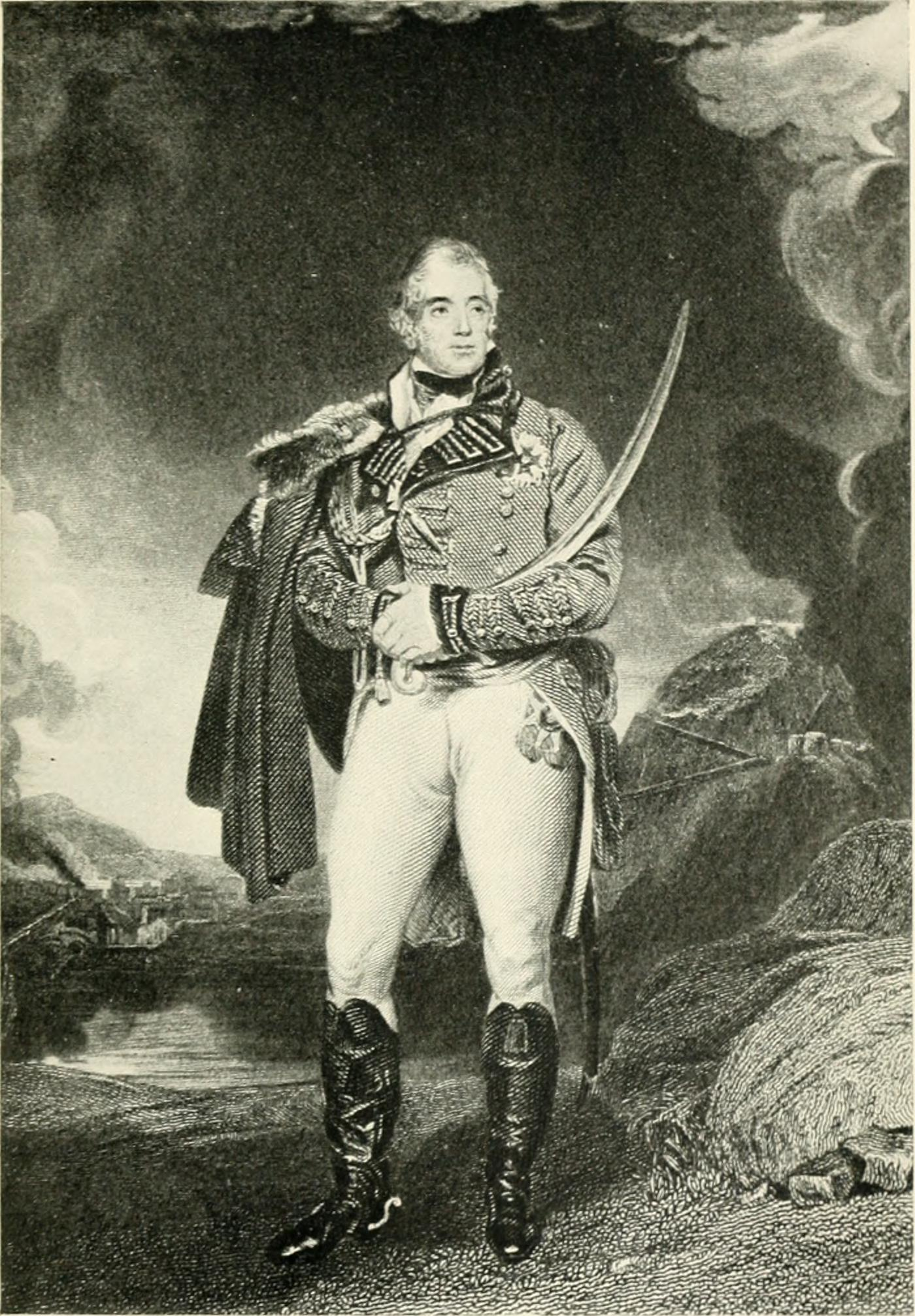
Generál Thomas Graham

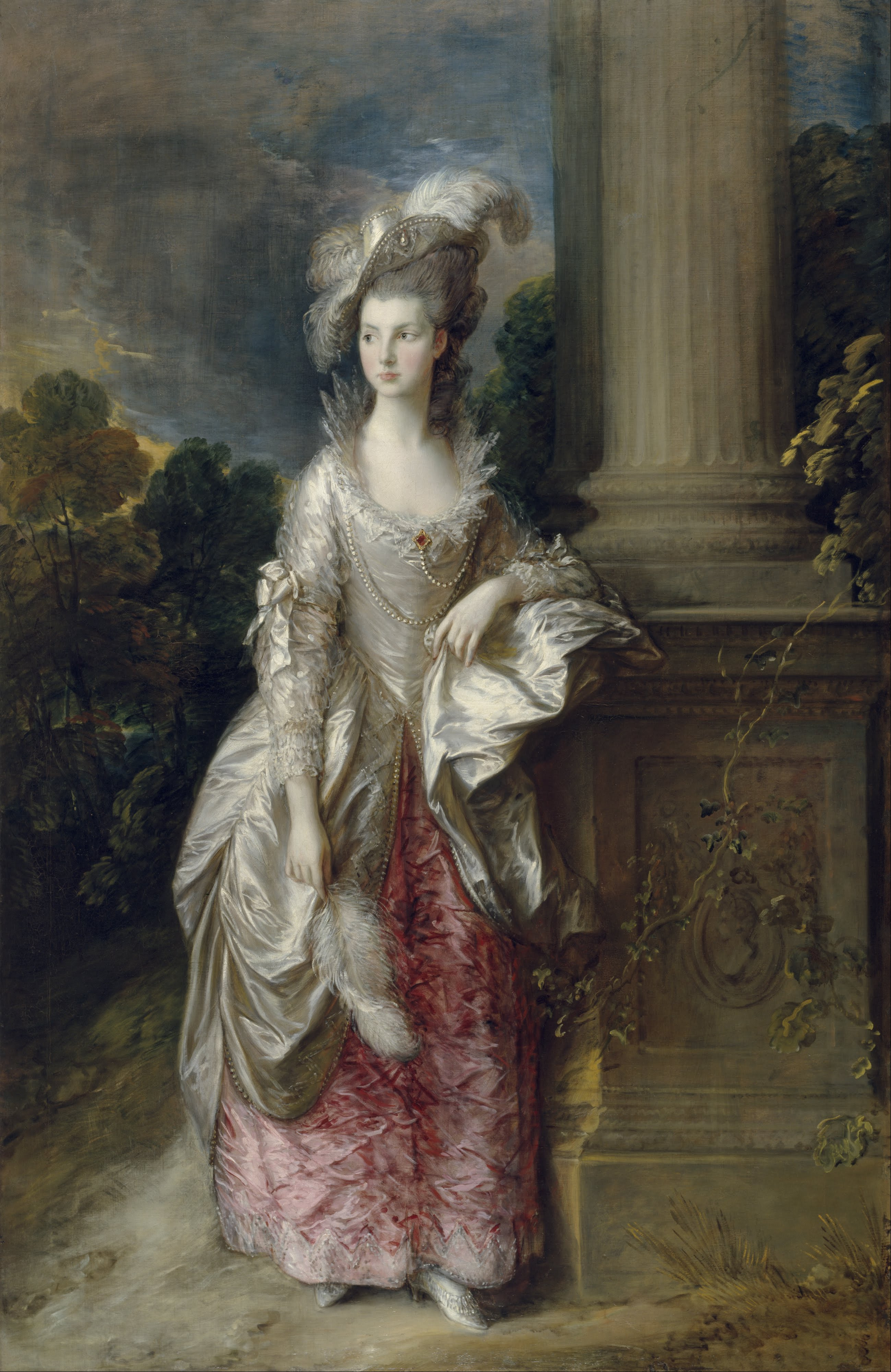
Mary Graham, rozená Cathcart (1757–1792), Skotské národní galerie, Thomas Gainsborough, přibližně 1775–1777

Na jaře 1792 byl jeho manželce doporučen zdravotní pobyt v jižní Evropě, kam spolu odcestovali. Mary zemřela náhle v červnu 1792 v jižní Francii, poté došlo k incidentu, kdy francouzští vojáci otevřeli její rakev. Tato událost spolu se zármutkem po manželce přivedla nakonec Thomase Grahama ke vstupu do armády proti Francii, i když původně sympatizoval s ideály francouzské revoluce. Vynikl jako dobrovolník v letech 1793 a 1795 v bojích v jižní Francii, v roce 1795 krátce sloužil na Gibraltaru. Mezitím vstoupil i do politiky a v letech 1794–1807 byl poslancem Dolní sněmovny. V letech 1796–1797 bojoval proti Francii v řadách rakouské armády v Itálii pod velením maršála Wurmsera, v roce 1797 se vrátil na Gibraltar. V letech 1799–1800 byl v hodnosti plukovníka velitelem na Maltě, poté se připojil k armádě v Egyptě. Po uzavření míru s Francií procestoval Turecko a následně absolvoval cestu na koni z Istanbulu do Vídně. Po návratu do Británie se znovu věnoval správě rodových statků ve Skotsku a aktivně se zúčastnil zasedání parlamentu. Ve volbách v roce 1807 nekandidoval a opět vstoupil do aktivní vojenské služby.
V roce 1808 se zúčastnil s generálem Moorem tažení do Skandinávie, které mělo podpořit Švédsko v bojích proti Dánsku a Rusku. Spolu s Moorem poté přes Anglii odjel na Pyrenejský poloostrov, kde bojoval proti francouzské armádě. V bitvě u Coruñi byl přímým svědkem smrti generála Moora, poté obdržel dočasnou hodnost generálmajora a v roce 1809 byl pověřen velením divize neúspěšné expedice do Walcherenu. V roce 1810 byl povýšen na generálporučíka a po návratu na Pyrenejský poloostrov byl v letech 1810-1811 velitelem v Cádizu. Ve Španělsku sice podléhal velení maršála Wellingtona, ale jako samostatný velitel vynikl vítěznou bitvou u Barrosy proti maršálu Victorovi (5. března 1811). V roce 1812 byl jako nositel Řádu lázně povýšen do šlechtického stavu. Ze zdravotních důvodů se v té době vrátil do Skotska a v roce 1812 kandidoval do Dolní sněmovny, ve volbách byl však poražen. Během ozdravného pobytu ve Skotsku byl v letech 1813–1814 lordem rektorem univerzity v Glasgow. Poté byl znovu vyslán do Portugalska, kam maršálu Wellingtonovi doručil Podvazkový řád. Spolu s Wellingtonem se zúčastnil závěrečných bojů proti Napoleonovi ve Španělsku v bitvě u Vitorie (1813) velel levému křídlu britské armády. V letech 1813–1814 byl vrchním velitelem britských jednotek v Nizozemí. Po skončení napoleonských válek získal titul barona Lynedocha a vstoupil do Sněmovny lordů (1814), obdržel také několik britských i zahraničních vyznamenání za své vojenské služby. Byl rytířem velkokříže Řádu sv. Michala a sv. Jiří, v zahraničí získal portugalský Řád věže a meče a španělský Řád sv. Ferdinanda.
V roce 1821 dosáhl hodnosti generála, zastával čestné velitelské posty u různých pluků a od roku 1829 byl guvernérem v Dumbartonu. Za zásluhy v napoleonských válkách pobíral od roku 1814 státní penzi ve výši 2 000 liber ročně. Až do velmi vysokého věku žil aktivním životem a často cestoval po Evropě, mimo jiné do Německa, Skandinávie nebo Ruska. Ještě ve věku 93 let absolvoval cestu na koni z Francie do Říma. Zemřel ve svém londýnském domě 18. prosince 1843 ve věku 95 let, svou manželku přežil o padesát let. Titul barona zanikl jeho úmrtím.
Jeho jméno nese město Lyndoch v jižní Austrálii založené v roce 1837.